# Argyreia caudata
Argyreia caudata är en vindeväxtart som beskrevs av V. Ooststr. Argyreia caudata ingår i släktet Argyreia och familjen vindeväxter. Inga underarter finns listade i Catalogue of Life.